# Елиховичи
Елиховичи (укр. Єлиховичі) — село в Золочевской городской общине Золочевского района Львовской области Украины.
Население по переписи 2001 года составляло 807 человек. Занимает площадь 3,223 км². Почтовый индекс — 80716. Телефонный код — 3265.